# Jun Suzuki (1961)
Jun Suzuki (鈴木 淳 Suzuki Jun?, nacido el 17 de agosto de 1961 en Watari, Miyagi) es un exfutbolista japonés que se desempeñaba como centrocampista y entrenador.

## Clubes

### Como futbolista
| Club              | País  | Año         |
| ----------------- | ----- | ----------- |
| Fujita Industries | Japón | 1984 - 1988 |
| Matsushima SC     | Japón | 1989 - 1991 |
| Brummell Sendai   | Japón | 1992 - 1996 |

### Como entrenador
| Club              | País  | Año         |
| ----------------- | ----- | ----------- |
| Matsushima SC     | Japón | 1991        |
| Montedio Yamagata | Japón | 2004 - 2005 |
| Albirex Niigata   | Japón | 2006 - 2009 |
| Omiya Ardija      | Japón | 2010 - 2012 |
| JEF United Chiba  | Japón | 2013 - 2014 |